# Kubańska Republika Ludowa
Kubańska Republika Ludowa – państwo utworzone w latach 1918–1920 na Kubaniu przez Kozaków kubańskich na terenie tzw. Malinowego Klina.
Głównymi działaczami Rządu Krajowego Kubania byli: Mykoła Riabowił, Kindrat Bardiż, Fedir Szczerbyna, Łuka Bycz, Stepan Manżuła, Ołeksandr Filimonow. Językami urzędowymi były rosyjski i ukraiński. Republika objęła tereny istniejących do 1917: obwodu kubańskiego, guberni czarnomorskiej, stawropolskiej i obwodu terskiego Imperium Rosyjskiego.

## Historia
W dniach 30 kwietnia-3 maja 1917 w Jekaterynodarze odbyły się zebrania Kozaków, na których uchwalono utworzenie Kubańskiej Rady Wojskowej Na jej przewodniczącego wybrano Mykołę Riabowiła.
9 lipca 1917 Bardiż, zgodnie z decyzją Rządu Tymczasowego, ogłosił przekazanie władzy Radzie Kubańskiej oraz zniesienie rady regionalnej i komitetu wykonawczego. Z kolei Rada przystąpiła do likwidacji miejscowych Sowietów, a na wsiach przywrócono administrację atamańską, a na wsiach władzę starszych.
24 września 1917 Kubańska Rada powołała Radę Prawodawczą – parlament.
16 lutego 1918 Rada Prawodawcza ogłosiła powstanie niepodległej Kubańskiej Republiki Ludowej. W kilka dni później Rada ogłosiła przyłączenie do Ukraińskiej Republiki Ludowej na zasadzie federacji.
W tym czasie z frontu tureckiego zaczęły przybywać pociągi z wycofującymi się z frontu, nastawionymi probolszewicko, oddziałami rosyjskimi. Siły Armii Kubańskiej pod dowództwem kapitana Wiktora Pokrowskiego wycofały się w marcu z Jekaterynodaru. Teren republiki został zajęty przez bolszewików, którzy 13 kwietnia 1918 utworzyli Kubańską Republikę Radziecką.
30 kwietnia 1918 rząd Kubania podpisał porozumienie z dowództwem Armii Ochotniczej o wspólnej walce przeciw bolszewikom. W tym czasie jednak w rządzie kubańskim ścierały się dwie opcje – współpracy z Ukraińską Republiką Ludową lub z „białymi” Rosjanami.
2 września 1918 tereny Kubania zostały zajęte przez Armię Ochotniczą. Dowództwo armii zaczęło kontrolować poczynania rządu. 4 grudnia zmieniono nazwę państwa na Kraj Kubański i przyjęto konstytucję. W grudniu 1918 rząd Kubania wysłał na paryską konferencję pokojową delegację pod przewodnictwem premiera Łuki Bycza. W kwietniu 1919 odbyły się wybory, po których zmieniono premiera, na prodenikinowskiego Suszkowa. Rząd ten rządził do 5 maja, następnym premierem został P. Kurhanśkyj.
16 listopada 1919 ataman Filimonow, we współpracy z Denikinem, aresztował członków rządu, premier Kurhanśkyj został powieszony. Większość Kozaków wcielona została wówczas do armii Denikina.
Republika upadła 17 marca 1920, kiedy to została zajęta przez Armię Czerwoną.